# Someday My Prince Will Come (álbum)
Someday My Prince Will Come é um álbum de estúdio do trompetista Miles Davis, gravado em Março de 1961 em Nova York. Este álbum conseguiu alcançar grande aprovação no meio musical, com críticos elogiando sua precisão e seu extenso lirismo no instrumento. Enquanto as notas do disco creditavam o álbum ao Sexteto de Miles Davis, apenas a faixa título apresentou seis músicos, com John Coltrane juntando-se ao Miles Davis Quintet, o qual pode ser lido na capa do álbum. O álbum marca a última vez que Miles Davis gravaria com Coltrane e o baterista Philly Joe Jones e também a última sessão em estúdio a apresentar o saxofonista Hank Mobley.
A mulher na capa do álbum era a então esposa de Miles Davis, Frances.

## Lista de Faixas
Todas as faixas foram compostas por Miles Davis exceto aquelas apontadas.

### Lado A
1. "Someday My Prince Will Come" (Frank Churchill e Larry Morey) – 9:04
2. "Old Folks" (Willard Robison and Dedette Lee Hill) – 5:14
3. "Pfrancing" – 8:31

### Lado B
1. "Drad-Dog" – 4:29
2. "Teo" – 9:34 (em referência a Teo Macero)
3. "I Thought About You" (Jimmy Van Heusen e Johnny Mercer) – 4:53

Re-lançamentos em CD incluem "Blues No. 2" e um take diferente de "Someday My Prince Will Come".

## Produção
- Miles Davis - Trompete
- Hank Mobley - Saxofone tenor (em todas as faixas exceto #5)
- John Coltrane - Saxofone tenor (nas faixas 1 & 5 apenas)
- Wynton Kelly - Piano
- Paul Chambers - Baixo
- Philly Joe Jones - Bateria (somente em "Blues No.2")
- Jimmy Cobb - Bateria (em todas as outras)